# Córka generała Pankratowa
Córka generała Pankratowa – polski film przedwojenny z 1934 roku. Zachowały się dwie kopie; kinowa premiera odrestaurowanej wersji odbyła się 15 czerwca 2018 r. w warszawskim Iluzjonie.

## Treść
Rosyjski generał Pankratow z zaangażowaniem walczy przeciwko ruchom rewolucyjnym. Z kolei jego córka Aniuta, której matką była Polka, zakochuje się w Bolesławie, polskim działaczu rewolucyjnym i coraz bardziej angażuje się w konspiracyjną działalność. Kiedy Bolesław dokonuje zamachu na Pankratowa, generał zostaje sparaliżowany. Aniuta uzyskuje zwolnienie Bolesława z więzienia, po czym sama popełnia samobójstwo.

## Obsada
- Nora Ney – Aniuta
- Franciszek Brodniewicz – Bolesław
- Kazimierz Junosza-Stępowski – generał Pankratow
- Stanisław Grolicki – generał gubernator
- Aleksander Żabczyński – adiutant
- Mieczysław Cybulski – Aleksy Woronow
- Zofia Lindorfówna – rewolucjonistka
- Jerzy Leszczyński – hrabia Bobrow
- Maria Bogda – rewolucjonistka
- Zbigniew Ziembiński – rewolucjonista
- Stanisław Daniłowicz – konfident policji
- Helena Buczyńska – ciotka Aniuty
- Stanisława Perzanowska – właścicielka mieszkania
- Zygmunt Chmielewski – dowódca twierdzy
- Stefania Górska – dziewczyna w restauracji
- Wanda Jarszewska – dama na przyjęciu
- Alina Żeliska – żona generała w restauracji
- Romuald Gierasieński
- Feliks Żukowski
- Zofia Terné
- Zofia Kajzerówna
- Ryszard Kierczyński
- Tadeusz Fijewski
- Henryk Rzętkowski
- Monika Carlo
- Rufin Morozowicz i inni